# European Challenge
European Challenge — пригласительный снукерный турнир, проходивший в 1990-х годах в Европе. 
Турнир был частью серии пригласительных соревнований, которые проводились в начале и середине 90-х по всей Европе с участием известных снукеристов. В отличие от многих других подобных турниров, European Challenge не имел постоянного места проведения, и за свою короткую историю побывал во Франции и Бельгии.
Турнир спонсировался французским телеканалом Canal Plus, который транслировал матчи соревнования. В European Challenge участвовали восемь игроков, а игры имели формат нокаут-раунда. Как и другие подобные турниры, European Challenge не входил в календарь сезона мэйн-тура.

## Победители
| Место проведения | Год  | Чемпион       | Финалист    | Счёт | Приз победителю |
| ---------------- | ---- | ------------- | ----------- | ---- | --------------- |
| Варегем          | 1991 | Джимми Уайт   | Стив Дэвис  | 4:1  | £ 20 000        |
| Варегем          | 1992 | Стивен Хендри | Джо Джонсон | 4:0  | £ 20 000        |
| Эперне           | 1993 | Стивен Хендри | Тони Драго  | 5:3  | £ 20 000        |